# Acanthophis
Acanthophis là một chi của họ Rắn hổ. Chúng có nguồn gốc từ Úc, New Guinea và các đảo lân cận, và là một trong những loài rắn độc nhất trên thế giới. Tên của chi này bắt nguồn từ tiếng Hy Lạp cổ đại akanthos / ἄκθθθθ ('cột sống') và ophis / ὄφις ('con rắn'), đề cập đến cột sống trên đuôi của người chết.
Bảy loài được liệt kê bởi ITIS,  mặc dù vẫn chưa rõ có bao nhiêu loài này bao gồm, với số liệu từ 4 đến 15 loài được trích dẫn.

### Loài
| Loài            | Thẩm quyền                                    | Phân loài* | Tên phổ thông tiếng Anh      | Phạm vi địa lý              |
| --------------- | --------------------------------------------- | ---------- | ---------------------------- | --------------------------- |
| A. antarcticusT | (Shaw, 1794)                                  | 2          | Common death adder           | Australia                   |
| A. ceramensis   | Albert Günther, 1863                          | 0          | Günther's death adder        | Indonesia (Seram, Tanimbar) |
| A. cryptamydros | Maddock, Ellis, Doughty, Smith & Wüster, 2015 | 0          | Kimberley death adder        | Australia                   |
| A. hawkei       | Wells & Wellington, 1985                      | 0          | Barkly Tableland death adder | Australia                   |
| A. laevis       | Macleay, 1878                                 | 0          | Smooth-scaled death adder    | Indonesia, Papua New Guinea |
| A. praelongus   | Ramsay, 1877                                  | 0          | Northern death adder         | Australia                   |
| A. pyrrhus      | Boulenger, 1898                               | 0          | Desert death adder           | Australia                   |
| A. rugosus      | Loveridge, 1948                               | 0          | Rough-scaled death adder     | Australia, Indonesia        |
| A. wellsi       | Hoser, 1998                                   | 1          | Pilbara death adder          | Australia                   |

* Not including the nominate subspecies.

TType species.